# Hyblaea
Hyblaea is een geslacht binnen de familie Hyblaeidae van vlinders.

## Taxonomie
Het geslacht bestaat uit de volgende soorten:
- H. amboinae Felder & Rogenhofer, 1874
- H. apricans (Boisduval, 1833)
- H. asava Swinhoe, 1909
- H. aterrima Holland, 1900
- H. bohemani Wallengren, 1856
- H. canisigna Swinhoe, 1902
- H. castanea Tams, 1924
- H. catocaloides Walker, 1865
- H. constellata Guenée, 1852
- H. contraria
- H. cruenta
- H. dilatata Gaede, 1917
- H. erycinoides Walker, 1858
- H. esakii Sugi, 1958
- H. euryzona Prout A. E., 1921
- H. firmamentum Guenée, 1852
- H. flavifasciata Hampson, 1910
- H. flavipicta Hampson, 1910
- H. fontainei Berio, 1967
- H. fortissima Butler
- H. genuina Wallengren, 1856
- H. hypocyanea Swinhoe, 1895
- H. ibidias Turner, 1902
- H. inferna Gaede, 1917
- H. insulsa Gaede, 1917
- H. joiceyi Prout, 1919
- H. junctura Walker, 1865
- H. limacodella
- H. madagascariensis Viette, 1961
- H. mirificum
- H. nigra
- H. occidentalium Holland, 1894
- H. paulianii Viette, 1961
- H. puera (Cramer, 1777)
- H. rosacea Gaede, 1917
- H. saga
- H. sanguinea Gaede, 1917
- H. saturata Walker, 1865
- H. strigulata Gaede, 1917
- H. subcaerulea Prout, 1922
- H. synaema Turner, 1902
- H. tenebrionis Felder & Rogenhofer, 1874
- H. tenuis (Walker, 1866)
- H. tortricoides Guenée, 1852
- H. triplagiata
- H. unxia
- H. vasa Swinhoe, 1903
- H. vitiensis
- H. xanthia Hampson, 1910

## Synoniemen
- Aenigma - Strecker, 1876
- Nychophila - Billberg, 1820